# Charles Foix

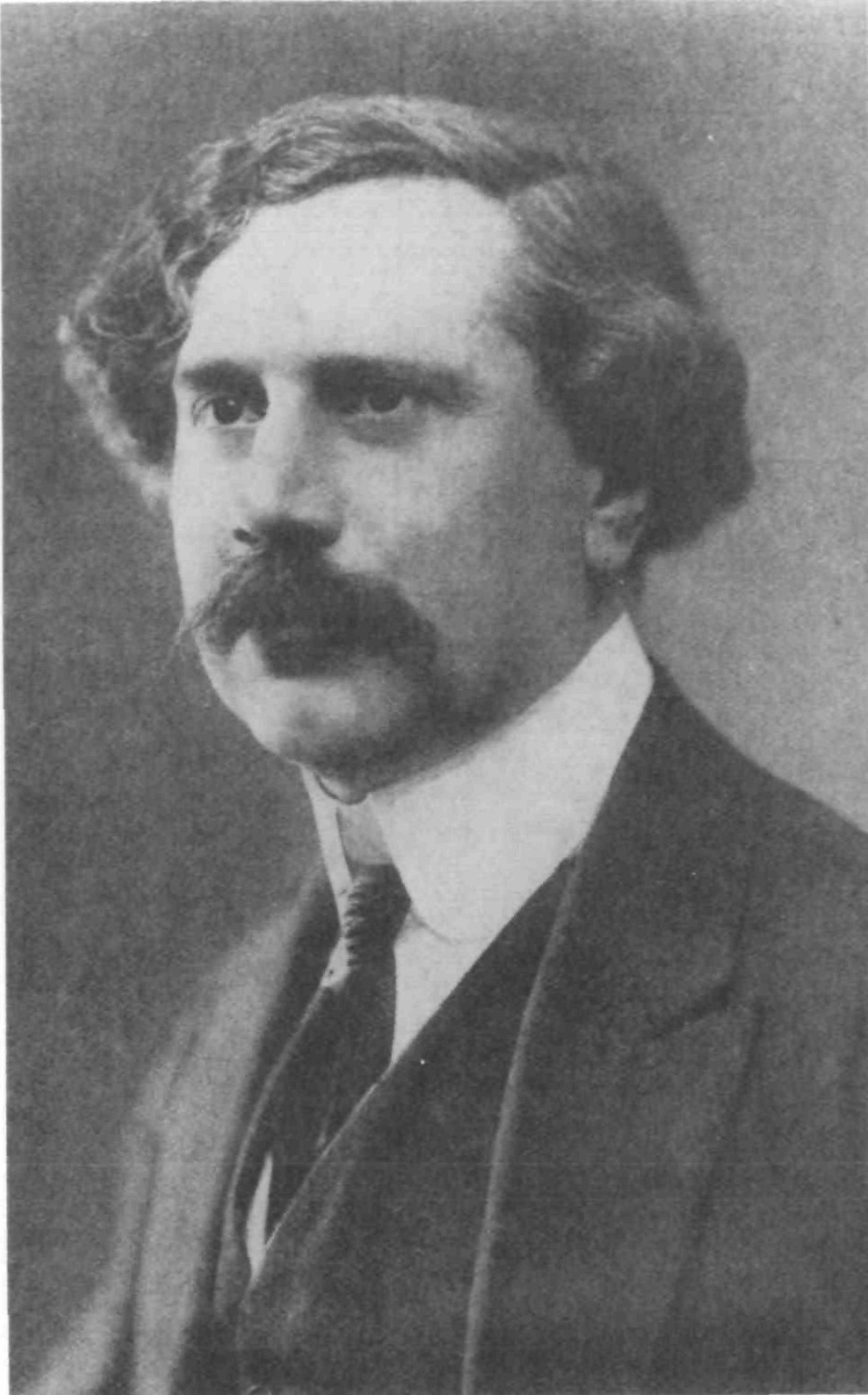
Charles Foix

Charles Foix (ur. 1 lutego 1882 w Salies-de-Béarn, zm. 22 marca 1927 w Paryżu) – francuski lekarz, neurolog, poeta.

## Życiorys
Urodził się 1 lutego 1882 roku jako syn praktykującego lekarza, pochodzącego z Bearn. Studiował medycynę w Paryżu, był uczniem Pierre'a Mariego w klinice Salpêtrière. Od 1921 roku pracował na oddziale gruźliczym szpitala Bicêtre. Kierował oddziałem neurologicznym szpitala Ivry w latach 1924–27.
W 1927 roku, po krótkiej i bolesnej chorobie, przebiegającej z gorączką i bólem brzucha, zmarł, w niedługim czasie po operacji. We współczesnych źródłach nie wymieniono rozpoznania, prawdopodobnie było to zapalenie wyrostka robaczkowego z perforacją i zapaleniem otrzewnej.
Był średniego wzrostu, dłuższe kręcone włosy zaczesywał na lewą stronę. Miał głęboki i dźwięczny głos. Wspominany był jako energiczny i oddany klinicysta, lubiany przez studentów i współpracowników. Miał zainteresowania humanistyczne, grał na lirze i wydał kilka zbiorów swoich poezji.
Na jego cześć nazwano jeden ze szpitali w Paryżu (Hôpital Charles-Foix).

## Dorobek naukowy
Cytowany jest jako jeden z pierwszych, którzy połączyli objawy parkinsonizmu z nieprawidłowościami istoty czarnej. Pozostawił też doskonałe prace o udarach mózgu i uważany jest za twórcę neurologii naczyniowej. Uczniem Foixa był m.in. Ludo van Bogaert.
Upamiętniają go eponimy:
- zespół Foixa I – zespół objawów wynikających z uszkodzenia przedniej części jądra czerwiennego
- zespół Foixa II (zespół Foixa-Jeffersona, zespół Godtfredsena) – oftalmoplegia związana z wewnątrzczaszkowym tętniakiem lub zakrzepicą zatok
- choroba Foixa-Alajouanine
- manewr Mariego-Foixa
- zespół Mariego-Foixa-Alajouanine – ataksja móżdżkowa występująca w późnym wieku
- zespół Foixa-Chavany-Mariego
- choroba Schildera-Foixa – niepostępujące stwardnienie istoty białej
- zespół Wallenberga-Foixa (zespół Wallenberga)

## Wybrane prace
- Les lésions anatomiques de la maladie de Parkinson. Revue neurologique 28, ss. 593–600 (1921)
- Charles Foix, Jean Nicolesco: Anatomie cérébrale. Les moyens gris centraux et la région mesencephalo-sous-optique; suivi d’une appendice sur l’anatomie pathologique de la maladie de Parkinson. Paris, Masson (1925)
- Les syndromes de la region thalamique. La presse médical 33, ss. 113–117 (1925)
- Foix C, Nicolesco J. Les noyaux gris centraux et la region mesencephalo-sous-optique. Paris, Masson et Cie, 1925
- Foix C, Alajournine T. La myelite necrotique subaigue. Rev Neurol 42, ss. l–42 (1926)
- Foix C, Hillemand P. Role vraisemblable du splenium dans la pathogenie de 1'alexie pure par lesion de la cerebrale posterieure. Bull Mem Soc Med Hopitaux Paris 49, ss. 393-395 (1925)
- Foix C, Masson A. Le syndrome de l'artere cerebrale posterieure. Presse Med 31, ss. 361–365 (1923)
- Foix C, Hillemand P. Irrigation de la protuberance. C R Soc Biol 92, ss. 35–36 (1925)
- Foix C, Hillemand P. Contribution a l'etude des ramollissements protuberantiels. Rev Med 43, ss. 287–305 (1926)
- Foix C, Hillemand P. Les syndromes de la region thalamique. Presse Med 33, ss. 113–117 (1925)
- Foix C, Hillemand P. Schalit I. Sur le syndrome lateral du bulbe et 1'irrigation du bulbe superieur. Rev Neurol 41, ss. 160–179 (1925)
- Foix C, Hillemand P. Les arteres de I'axe encephalique jusqu'au diencephale inclusivement. Rev Neurol 41, ss. 705–739 (1925)